# Elephantomyia pseudosimilis
Elephantomyia pseudosimilis är en tvåvingeart som beskrevs av Alexander 1921. Elephantomyia pseudosimilis ingår i släktet Elephantomyia och familjen småharkrankar. Inga underarter finns listade i Catalogue of Life.